# Сатана (Цілком таємно)
Сатана (англ. Dæmonicus) — 3-й епізод дев'ятого сезону серіалу «Цілком таємно». Епізод не належить до «міфології серіалу» — це монстр тижня. Прем'єра в мережі «Фокс» відбулася 2 грудня 2001 року.
У США серія отримала рейтинг Нільсена, рівний 5.5, це означає — в день виходу її подивилися 5.8 мільйона глядачів.

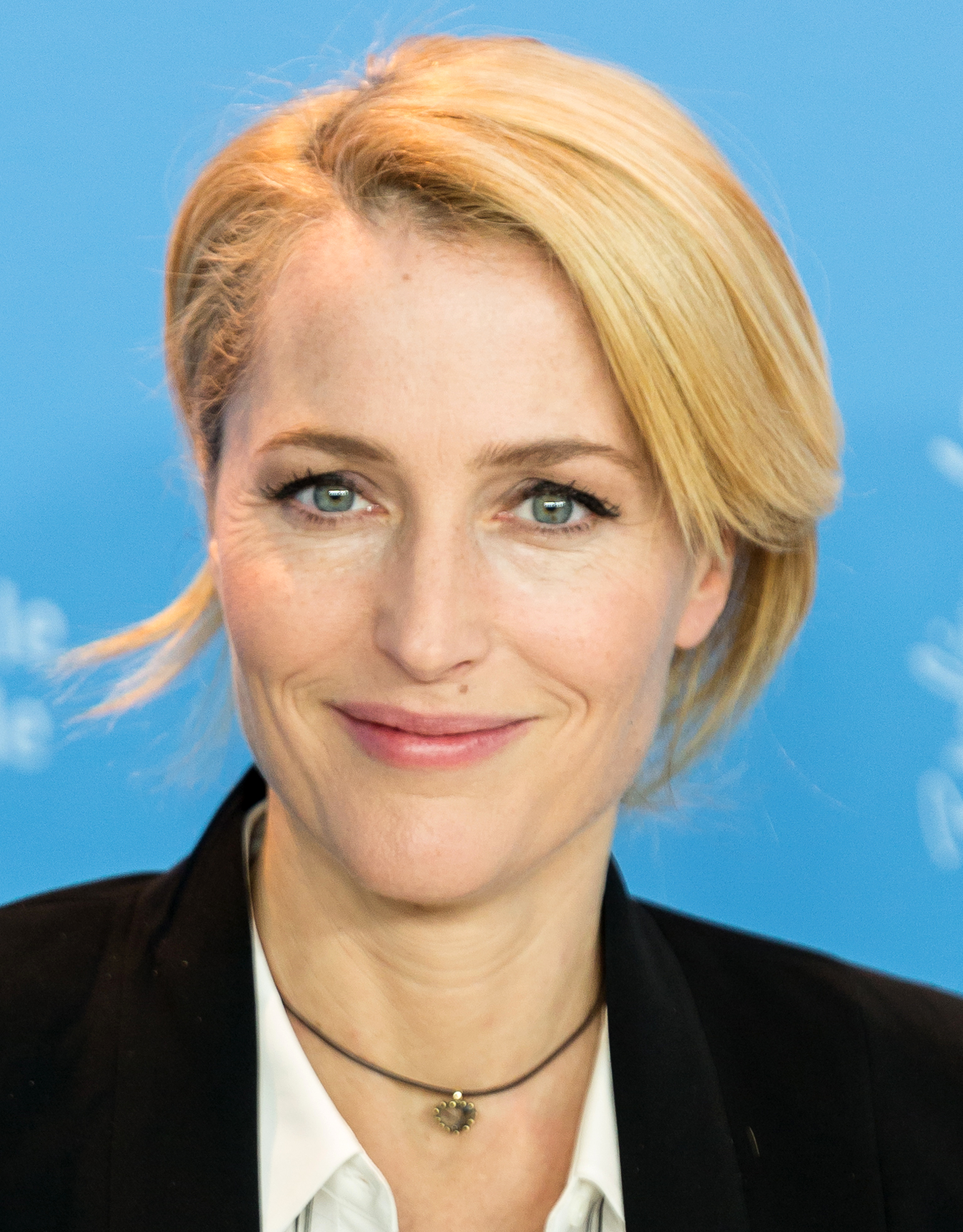

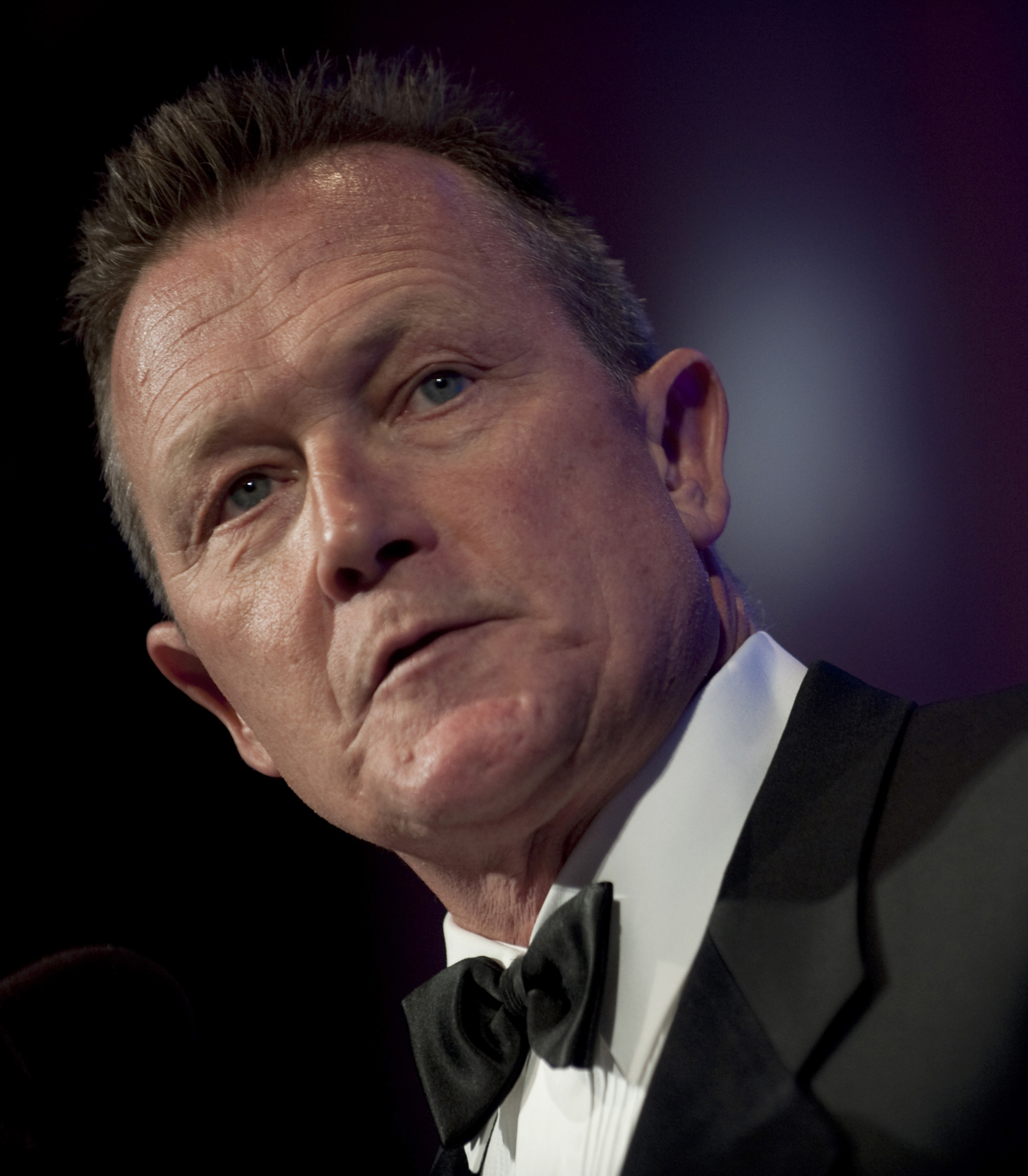

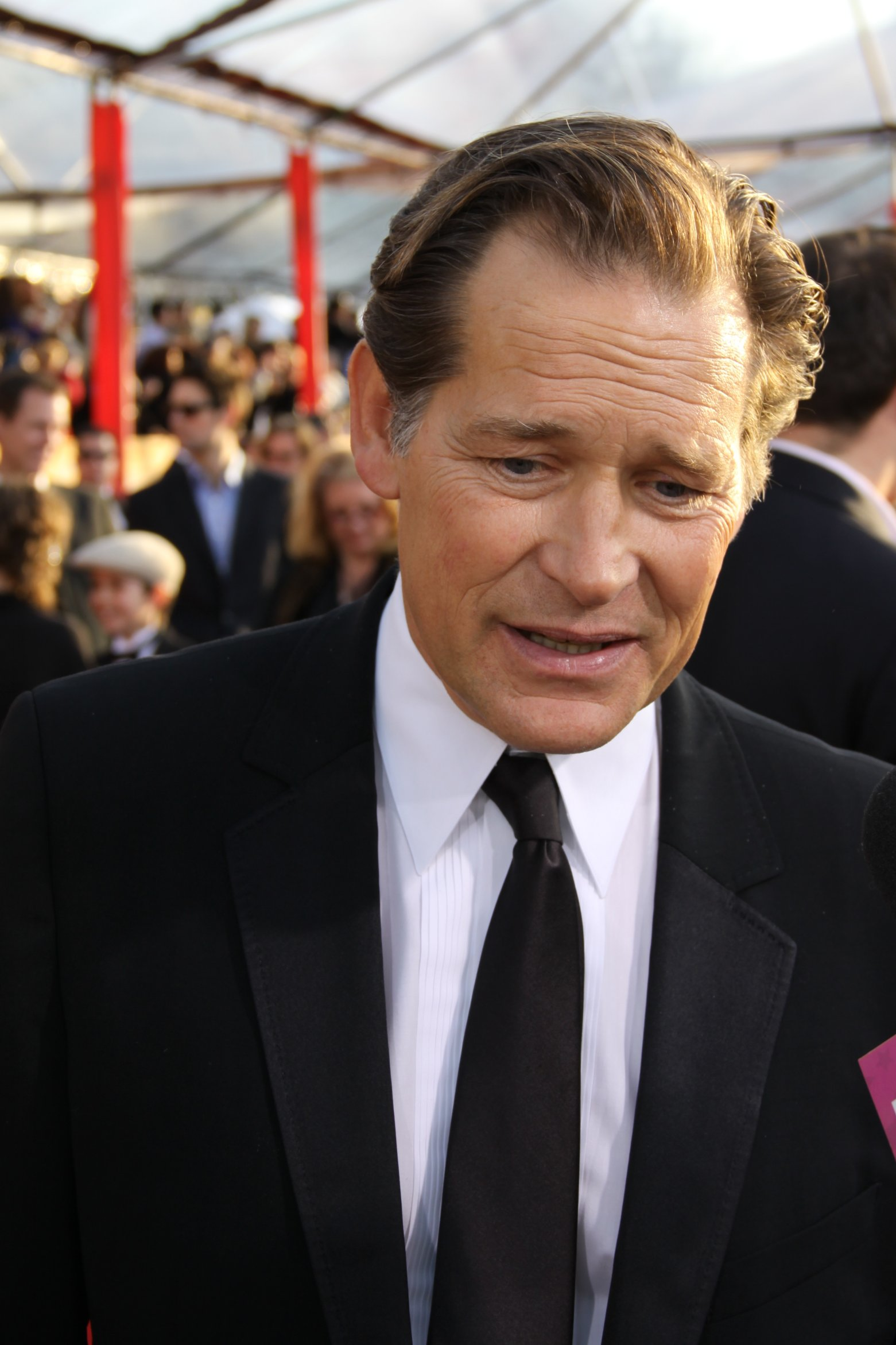

Доггетт, Рейєс та Скаллі розслідують серію дивних убивств, які виглядають наслідком демонічної одержимості. Але Доггетт вважає, що це обман. Агенти незабаром зустрічають Джозефа Кобольда, котрий, здається, грає в якусь демонічну гру.

## Зміст
Істина поза межами досяжного
Після химерного подвійного вбивства родини Дарена та Евелін Маунтджой з сатанинським ритуальним підтекстом і голосами із потойбіччя у Вестоні, штат Західна Вірджинія, справа передається Джону Доггетту і Моніці Рейєс. Убиті сидять за своїм столом і ніби далі грають у слова — на дошці викладено слово «демонікус». У мертвої жінки з ран на черевній порожнині виповзають змії. Доггетт і Рейєс просять викладачку Академії ФБР Дейну Скаллі зробити розтин жертв вбивства. Агенти приходять до висновку, що одну з жертв вбивства обманом вбили, щоб чоловік убив свою дружину, а докази на місці події вказують на двох зловмисників. Єдина підказка, слово «Демонік», залишена написаною на дошці «Скрабл», на якій жертви грали до нападу. Коли Рейєс стверджує, що відчула присутність зла, Доггетт відповідає з великим роздратуванням. Їм телефонує докторка Монік Семпсон, кажучи, що вбивства можуть бути пов'язані з психічно хворим, котрий втік, доктором Кеннетом Річманом, і охоронцем Полом Герлаком.
Тим часом у лісистій місцевості зловмисники, обидва в масках демонів, конфліктують один з одним на відстані приблизно двадцяти кроків. Один із зловмисників піднімає пістолет і стріляє в іншого. У психіатричній установі два агенти опитують Йозефа Кобольда, сусіда пацієнта Річмана. Відповіді, які дає Кобольд, викликають тривогу у агентів, оскільки він каже, що один із злочинців знову вбив, показуючи їм місце розташування та попереджаючи про те, що там відбувається «щось жахливе». Після того, як тіло мертвого злочинця знайдено повішеним за ноги, Скаллі проводить розтин і виявляє, що тіло належить Герлаку.
Агенти просять Кобольда допомогти знайти злочинця, що залишився. Розмовляючи з агентами, Кобольд раптом говорить дивним відстороненим шепотом і корчиться в судомах. Під час конфронтації один на один Кобольд кепкує з Доггетта про його особисте життя, перш ніж впадає в безтямність. Рейєс чує слово «medicus», що означає «лікар». Віддавши Кобольда під варту іншого охоронця на ім'я Кастер, Доггетт і Рейєс біжать до дому докторки Семпсон і знаходять її мертвою з дюжиною підшкірних голок, встромлених їй в обличчя.
Тієї доби в психіатричній установі раптово зникає електрика: охоронець Кастер підходить до камери Кобольда і стає свідком того, як він перетворюється на демона.
Доггетт телефонує Скаллі, щоб сказати їй — Кобольд стверджує, що Річман знаходиться у старій пристані поблизу Аннандейла. Скаллі їде туди, але на неї нападає Річман.
Коли Доггетт і Рейєс прибувають, вони чують постріл зсередини покинутого складу. Там вони знаходять Річмана мертвим. Скаллі пояснює, що він тримав її під дулом пістолета, поки вони не приїхали, а потім застрелився. Доггетт мчить до автівок — Кобольд вирвався і втікає. Доггетт стріляє — Кобольд падає у воду біля пристані.
Після лекції Скаллі для курсантів ФБР, Доггетт пояснює їй і Рейєс, що Кобольд спланував усі події як гру, і йому це вдалося. Пояснюючи, що слово «Dae/moni/cus» було кодом для імен вибраних жертв, в грі, яку Кобольд придумав, щоб вона завершилася його втечею з притулку. Що «демонів» було треба лише залучити до справ «X-файлів» і що всі вони були ретельно поставлені,  як в шахах,  Кобольдом. Рейєс, погоджуючись із теорію Доггетта, визнає — Джон відчув присутність зла - і це його неймовірно налякало.

## Зйомки
Епізод був написаний і зрежисований виконавчим продюсером Френком Спотніцем, що стало його третьою роботою як сценариста і першою як режисера сезону. Цей епізод також став другим, коли Спотніц був режисером епізоду, першим був «Один». Це перший епізод-«монстр тижня» дев'ятого сезону — окрема частина, не пов'язана із ширшою міфологією серіалу. Оскільки дев'ятий сезон рекламували як «нові Секретні матеріали», важливо було розробити нові налаштування для серіалу. Сцени в Академії ФБР знімалися у лекційному залі Каліфорнійського університету в Лос-Анджелесі. Дружина Спотніца, Мелісса, з'являється як одна з учениць у класі Скаллі.
Пізніше Спотніц назвав Кобольда, головного антагоніста епізоду, «дияволом у камері». Створюючи образ Кобольда, Спотніц досліджував різні злочини та злочинців, поки не натрапив на ім'я Керіла Чессмена, засудженого до смерті за технічним звинуваченням у викраденні. Тоді він зміг пов'язати слово «шахіст» з думкою про те, що для Кобольда всі його злочини були грою. Спотніц хотів, щоб лиходій був персонажем, який «може допомогти», а не постаттю, який просто розповість глядачам, «чим знову будуть „Секретні матеріали“».
Роберт Патрік мав проблеми із запам'ятовуванням і переказом своїх реплік щодо теми одержимості демонами, яка, як повідомляється, «лякала» його. Пізніше він пояснив: «Це був перший раз, коли я не міг виконувати свої репліки. Зазвичай я з'являвся, і вони завжди ставили камеру на мене першим (але цього разу) я не міг цього зробити»..

## Показ і відгуки
Прем'єра серії відбулася на телеканалі «Fox» у США 2 грудня 2001 року. Цей епізод отримав рейтинг Нільсена 5,5, що означає — його побачили 5,5 % домогосподарств країни і переглянули 5,80 мільйона домогосподарств. Згодом епізод вийшов у Великій Британії на «BBC One» 17 листопада 2002 року.
Епізод отримав неоднозначні відгуки телекритиків. Джессіка Морган з «Телебачення без жалю» поставила епізоду оцінку «C». Роберт Ширман і Ларс Пірсон у книзі «Хочемо вірити: критичний посібник з Цілком таємно, Мілленіуму та Самотніх стрільців» оцінили епізод на 1.5 з п'яти. Вони розкритикували Спотніца за «напрямок пошуку уваги», посилаючись на «дивні перехресні згасання» та «перебільшені ракурси» як несприяючі. Крім того, вони критично поставилися до історії, написавши, що вона була «щоденною». Зрештою, Ширман і Пірсон дійшли висновку, що ця серія була прикладом того, що «в цьому новому сезоні (потрібно) постаратися трохи більше», щоб досягти успіху.
Зак Гендлен з «The A.V. Club» поставив епізоду «С–» і написав — хоча в епізоді було багато жахливих моментів, таких як трупи зі зміями всередині та страшні вбивства, «звивистість структури, надмірно підкреслена похмурість, а також темпи примирення роблять усі ці елементи інертними». Він також зауважив, що після «Сьогодні нічого важливого не сталося» — який він назвав «чудовою дрімотою» — «Сатана» був «неприємним (способом) повернутися до епізодів-монстрів тижня». Інші відгуки були більш позитивними. М. А. Кренг у книзі «Заперечення правди: перегляд „Секретних матеріалів“ після 11 вересня», зазначив, що епізод був млявим, але похвалив «чудово напружену атмосферу» і «стильний вибір режисури» Спотніца. У огляді сезону Мішель Кунг з «Entertainment Weekly» назвала епізод «гідним», але зазначила, що його затьмарили «смішні змови» серіалу.

## Знімалися
| Актор             | Роль           |
| ----------------- | -------------- |
| Роберт Патрік     | Джон Доггетт   |
| Джилліан Андерсон | Дейна Скаллі   |
| Аннабет Гіш       | Моніка Рейєс   |
| Джеймс Ремар      | Джозеф Кобольд |
| Енді Чепмен       | Моніка Семпсон |
| Лу Річардс        | Кастер         |